# Francesco Zani
Pour les articles homonymes, voir Zani.
Pas d'image ? Cliquez ici

a Compétitions nationales et continentales officielles uniquement.

b Matchs officiels uniquement.
Dernière mise à jour le 30 novembre 2024.
Francesco "Franco" Zani, né le 24 octobre 1938 à Iseo (dans la région de Brescia en Lombardie, Italie), est un joueur italien de rugby à XV. Il joue aux postes de troisième ligne centre ou de deuxième ligne. Il représente la sélection nationale italienne entre 1960 et 1966.

## Biographie
Francesco Zani évolua sous les couleurs d'Agen de 1961 à 1974 (jusqu'à l'âge de 36 ans), soit 13 saisons au total. Il était doté d'une remarquable détente en touche, et fut considéré comme le meilleur joueur du championnat français durant la saison 1964-1965,.

## Palmarès

### En sélection
- 11 sélections en équipe d'Italie, de 1960 à 1966, contre la France (6), l'Allemagne (3) et la Roumanie (2).

### En club
- Vainqueur du Championnat d'Italie en 1958, 1959, 1960 et 1961 avec Fiamme Oro Rugby.
- Vainqueur du Championnat de France en 1962, 1965 et 1966 avec le SU Agen.
- Vainqueur du Challenge Yves du Manoir en 1963 avec le SU Agen.
- Finaliste du Challenge Yves du Manoir en 1970 avec le SU Agen.